# حزقيال أنطونيو بيريز سيمون
حزقيال أنطونيو بيريز سيمون (بالإسبانية: Juan Antonio Pérez Simón)‏ هو شخصية أعمال إسباني، ولد في 1941.

## معرض صور

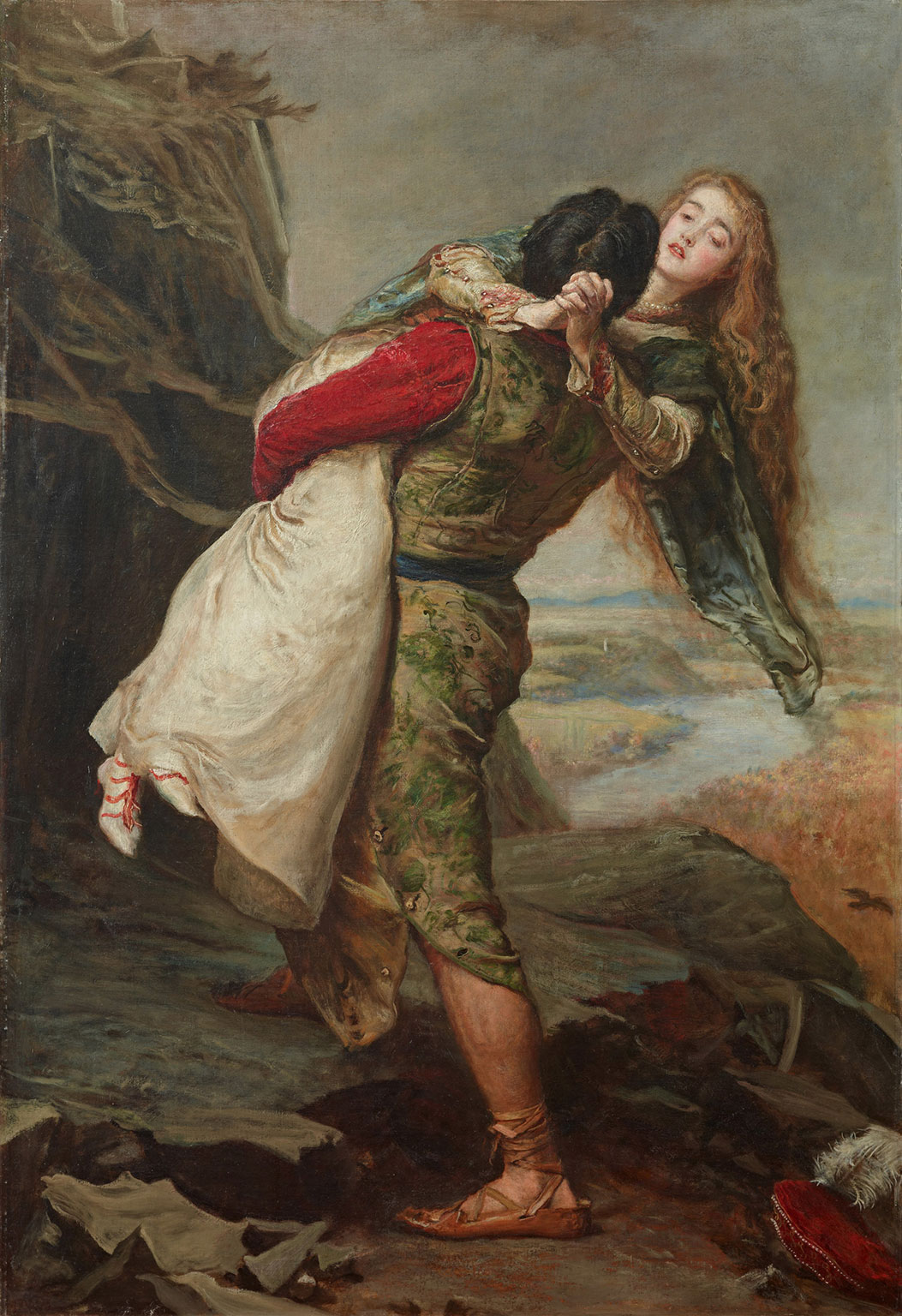
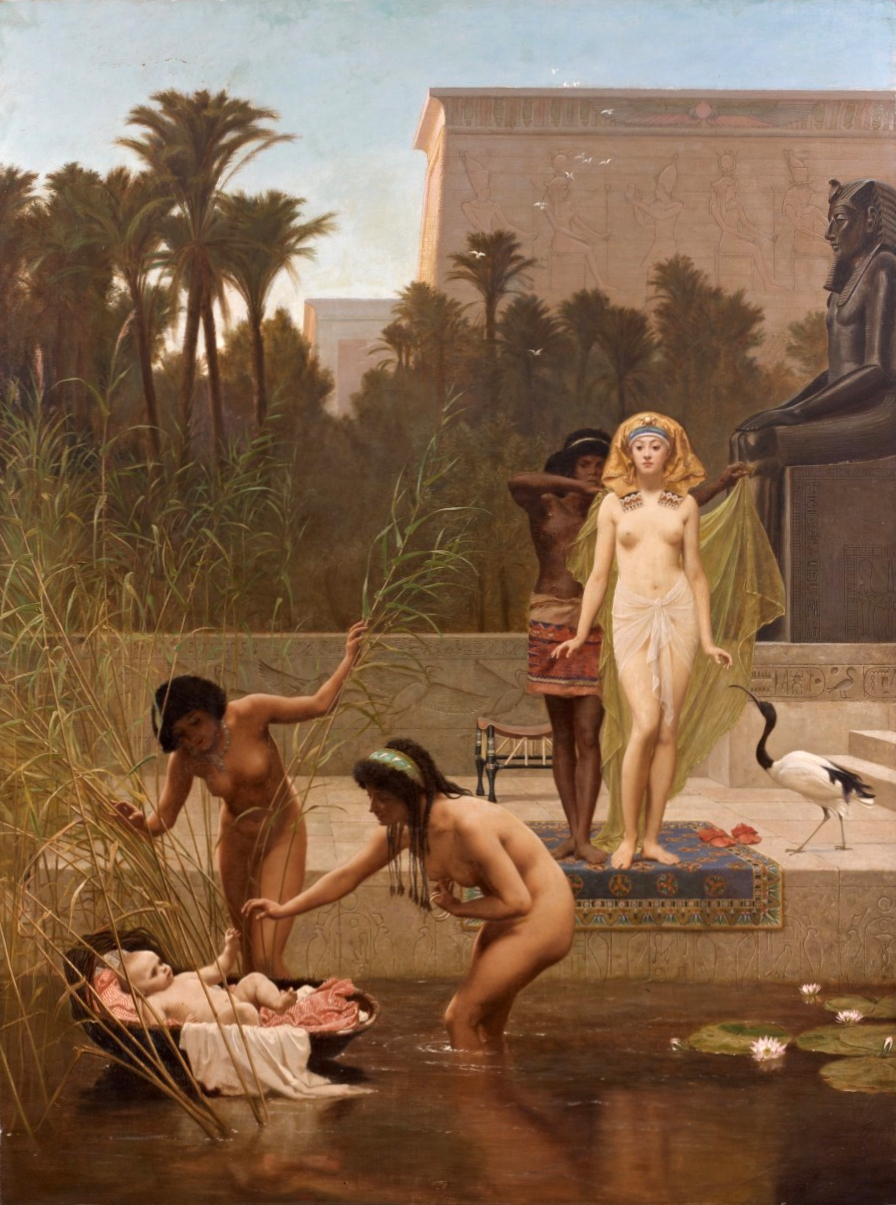
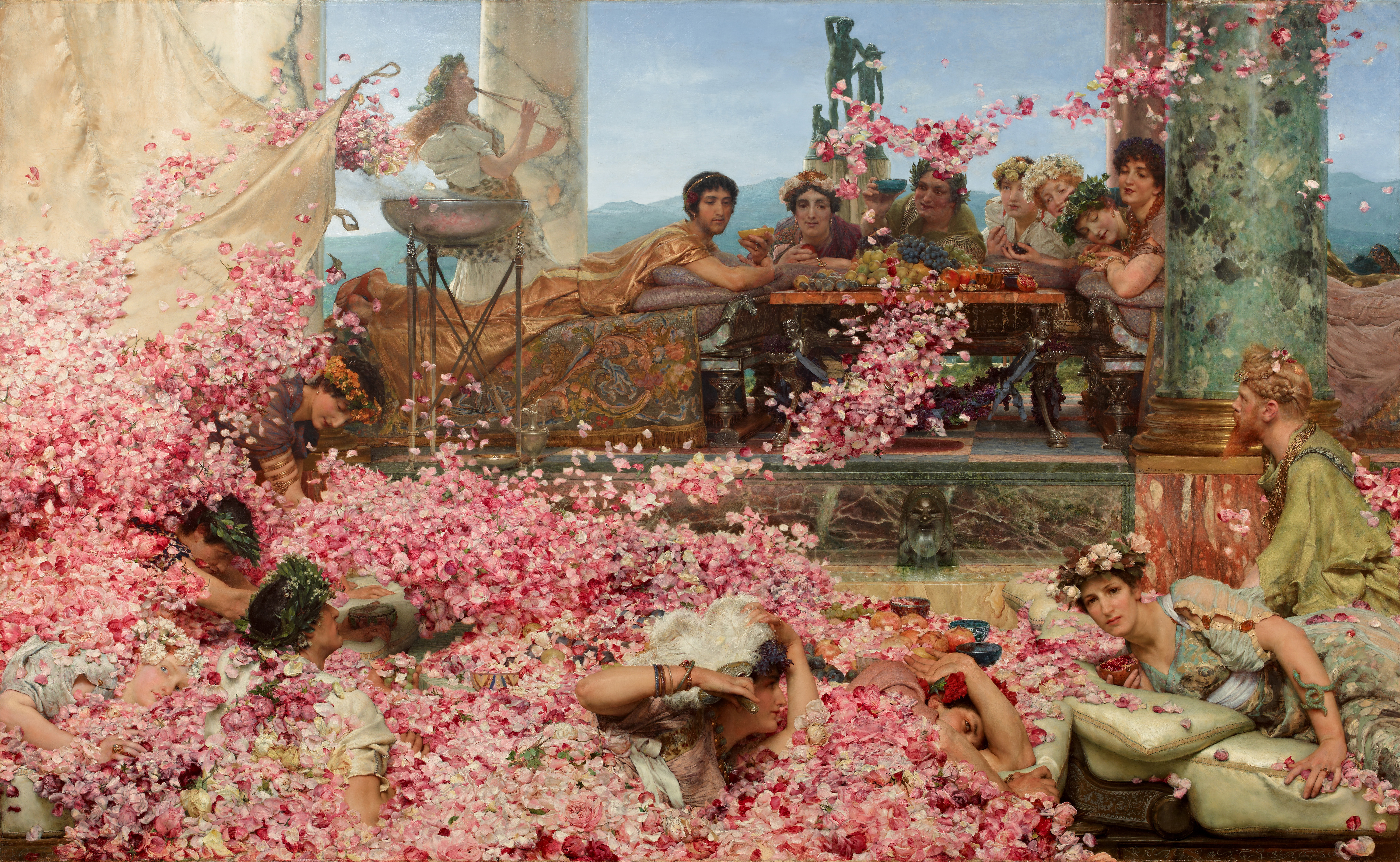
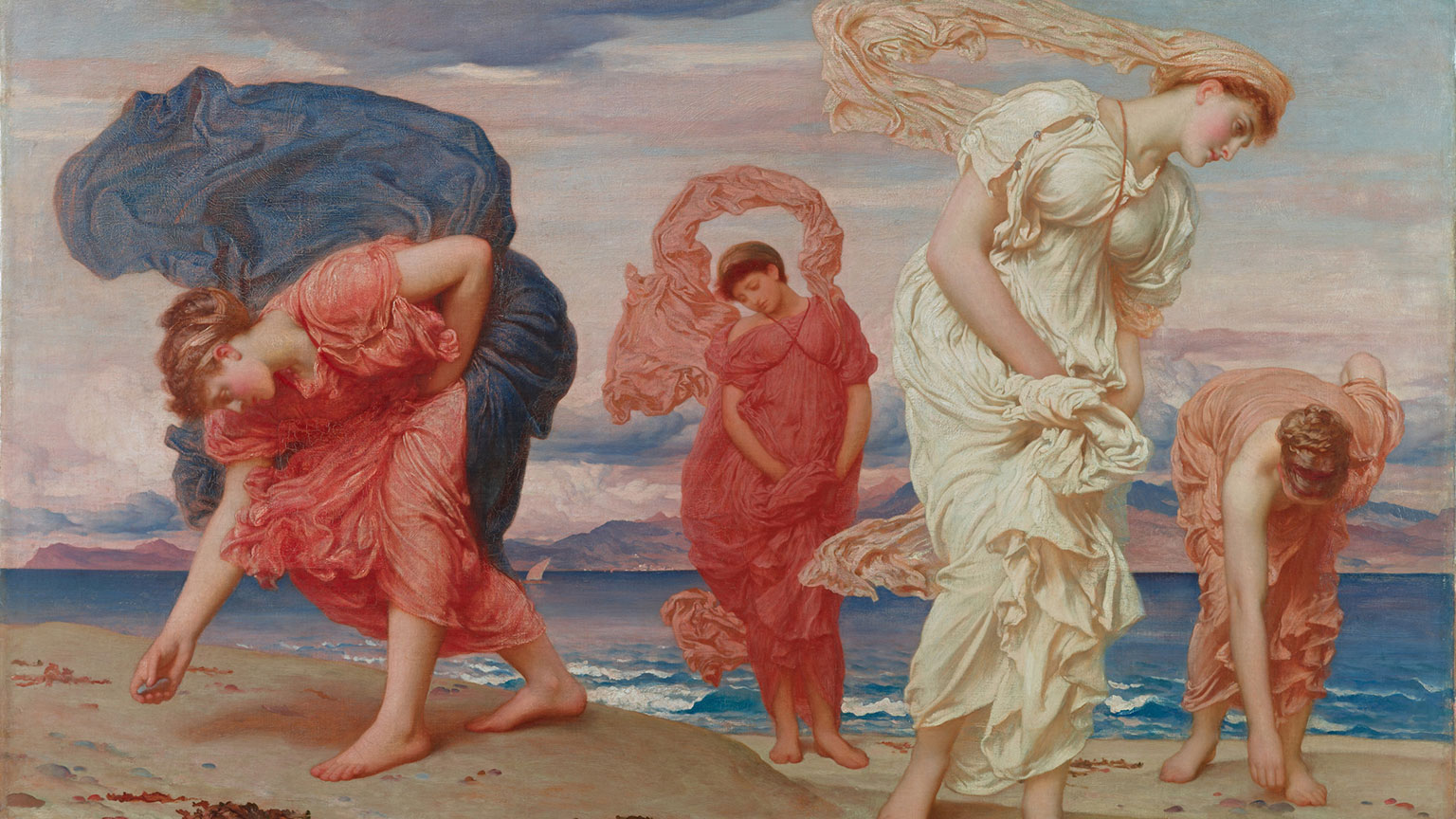
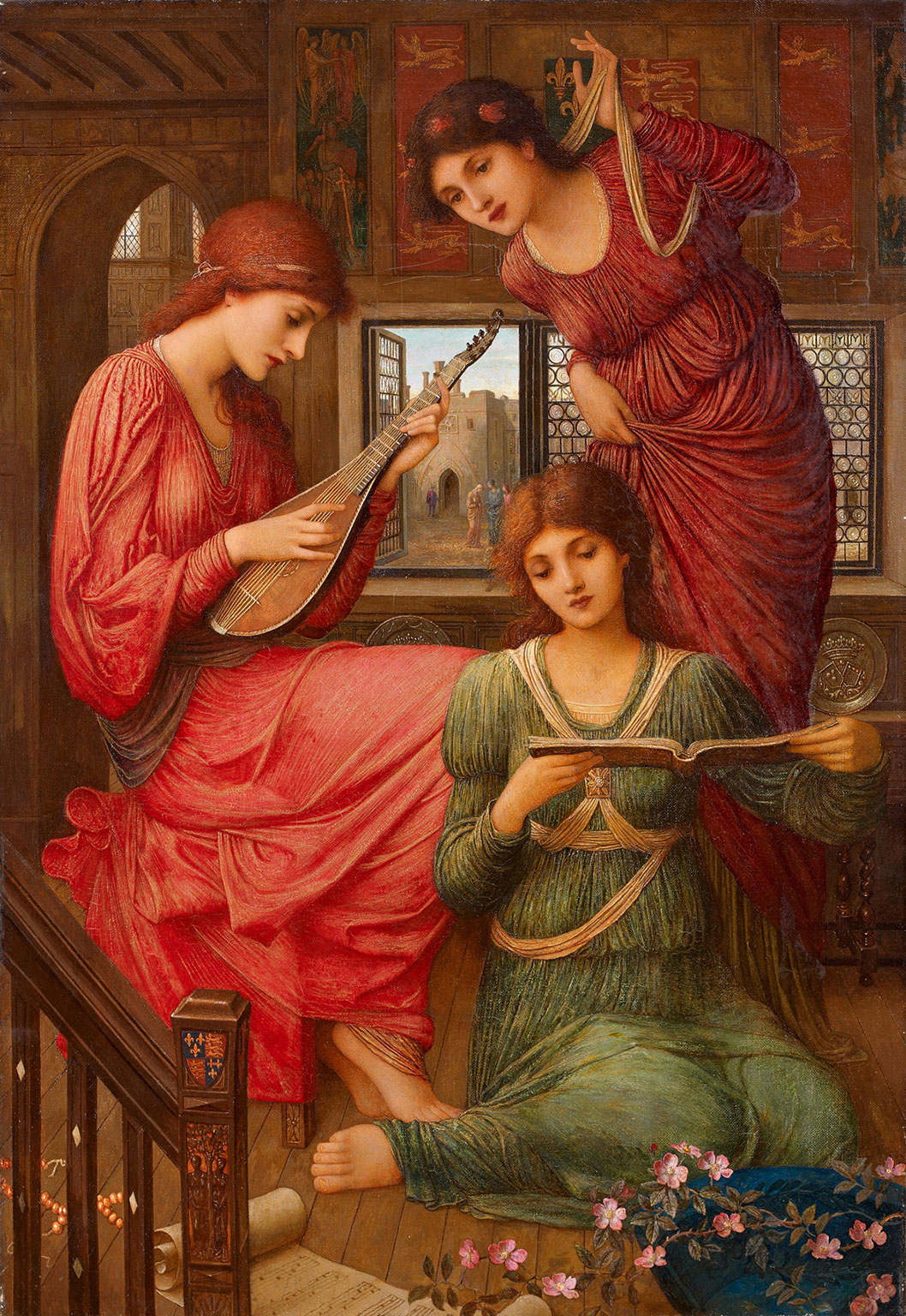